# Szczasływe (obwód lwowski)
Szczasływe (ukr. Щасливе) – wieś na Ukrainie, w obwodzie lwowskim, w rejonie stryjskim.
W 1946 roku chutor Feliksówka (ukr. Феліксівка, Feliksiwka) został przemianowany na Szczasływyj, a po nadaniu statusu wsi miejscowość otrzymała obecną nazwę.